# Macrocixius giganteus
Macrocixius giganteus – gatunek pluskwiaka z rodziny szrońcowatych i podrodziny Cixiinae.
Gatunek ten opisany został w 1914 roku przez Shōnena Matsumurę, który wyznaczył go gatunkiem typowym nowego rodzaju Macrocixius. Jego redeskrypcji dokonali w 1991 roku S. C. Tsaur, T. C. Hsu i J. Van Stalle, a kolejnej, uzupełniającej, w 2013 roku A. Orosz, w ramach rewizji rodzaju. Wraz z M. monticola, M. emeljanovi i M. gigantomimus tworzy grupę gatunków M. giganteus odznaczającą się wydłużonym pośrodku i zaokrąglonym płatem wierzchołkowym cewki analnej.
Samce tego piewika osiągają od 9,56 do 9,62 mm, a samice od 9,75 do 11,7 mm. Ciało żółtawobrązowe do brązowawoczarnego z pokrywami o żółtych do zielonych żyłkach i ciemnych znaczeniach. U samców, w widoku bocznym, zarys nasadowej ⅓ części falloteki tworzy kąt rozwarty, co jest cechą wyróżniającą w obrębie rodzaju. Ponadto mają pygofor o zaokrąglonej w widoku bocznym krawędzi ogonowej, duży guzek między płatem dystalnym i trzonkiem stylusa oraz eliptyczną w widoku brzusznym cewkę analną, której płat wierzchołkowy i trzonek tworzą w widoku bocznym kąt prawie prosty. Samice mają rząd ząbków na wierzchołku gonapophysis dziewiątej pary oraz przednią część waginy z trzema zesklerotyzowanymi płytkami na ścianie brzusznej: wąską na prawym brzegu, eliptyczną pośrodku i największą w części ogonowej.
Pluskwiak znany z Tajwanu, Japonii, Chin i pojedynczej lokalizacji w Wietnamie. W Tajwanie zasiedla lasy liściaste na wysokości od 200 do 2500 m n.p.m..